# Lumbricus

Tot Lumbricus behoren enkele van de meest waargenomen regenwormsoorten in Europa. Tot het geslacht behoren ongeveer 700 soorten.
Lumbricus onderscheidt zich door een volledige scheiding van het prostomium met het eerste lichaamssegment (Peristomium). Overlangs is het peristomium door twee groeven in drieën verdeeld. Deze lengtegroeven waartussen zich het prostomium bevindt, lopen door tot de groef tussen het eerste en het tweede segment. Dit wordt een tanylobische kopanatomie genoemd.
De mannelijke geslachtsorganen en de zaadleiders zitten in een klein zakje en bevinden zich in het negende, elfde en twaalfde segment. De borstels staan in paren dicht op elkaar. Het nephridium is J-vormig

## Kenmerken
De kenmerken van enkele algemene soorten zijn:
- Lumbricus rubellus is meestal roodbruin tot roodpaars gekleurd, irriserend aan de rugzijde en bleek-geel aan de buikzijde. De lengte ligt meestal tussen 25–105 millimeter en er zijn ongeveer 95-120 segmenten.
- Lumbricus castaneus varieert van kastanje- tot roodbruin en is bruin of geel aan de buikzijde. Het clitellum heeft een oranje kleur. De lengte ligt meestal tussen 30–70 millimeter en er zijn ongeveer 82–100 segmenten.
- Lumbricus terrestris is de gewone regenworm. De dieren zijn sterk gepigmenteerd, bruinrood aan de rugzijde en geelachtig aan de buikzijde.  De lengte ligt meestal tussen 90 en 300 millimeter en er zijn ongeveer  110–160 segmenten.
- Lumbricus festivus komt nooit in grote aantallen voor. Ze zijn roodbruin van kleur met een lichtere tint aan de buikzijde. De rugzijde is irriserend. De lengte ligt meestal tussen 48-108 millimeter en er zijn ongeveer 100-143 segmenten.
- Lumbricus badensis is endemisch in het Zwarte Woud in Zuidwest Duitsland. Het is met een lengte tot 600 millimeter de grootste soort uit dit geslacht.